# Comuna Pardoși, Buzău
Pardoși este o comună în județul Buzău, Muntenia, România, formată din satele Chiperu, Costomiru, Pardoși (reședința), Valea lui Lalu și Valea Șchiopului.

## Așezare
Comuna se află în nordul județului, în Subcarpații de Curbură, pe dealurile din zona cursului superior al Câlnăului. Este legată prin drumuri comunale de comunele învecinate Buda și Murgești.

## Demografie
Componența etnică a comunei Pardoși
     Români (94,29%)
     Alte etnii (5,71%)
Componența confesională a comunei Pardoși
     Ortodocși (93,97%)
     Alte religii (0,63%)
     Necunoscută (5,4%)
Conform recensământului efectuat în 2021, populația comunei Pardoși se ridică la 315 locuitori, în scădere față de recensământul anterior din 2011, când fuseseră înregistrați 453 de locuitori. Majoritatea locuitorilor sunt români (94,29%). Din punct de vedere confesional, majoritatea locuitorilor sunt ortodocși (93,97%), iar pentru 5,4% nu se cunoaște apartenența confesională.

## Politică și administrație
Comuna Pardoși este administrată de un primar și un consiliu local compus din 9 consilieri. Primarul, Iulian Preda[*], de la Partidul Social Democrat, este în funcție din octombrie 2020. Începând cu alegerile locale din 2024, consiliul local are următoarea componență pe partide politice:
|  | Partid                   | Consilieri | Componența Consiliului | Componența Consiliului | Componența Consiliului | Componența Consiliului | Componența Consiliului | Componența Consiliului | Componența Consiliului | Componența Consiliului | Componența Consiliului |
|  | ------------------------ | ---------- | ---------------------- | ---------------------- | ---------------------- | ---------------------- | ---------------------- | ---------------------- | ---------------------- | ---------------------- | ---------------------- |
|  | Partidul Social Democrat | 9          |                        |                        |                        |                        |                        |                        |                        |                        |                        |

## Istorie
La sfârșitul secolului al XIX-lea, comuna Pardoși făcea parte din plasa Râmnicul de Sus a județului Râmnicu Sărat și era formată din cătunele Iernatica (pe atunci, reședință), Valea Șchipului, Valea lui Lalu și Costomiru, cu o populație de 877 de locuitori. În comună functiona o școală mixtă cu 27 de elevi, fondată în 1867 de D.C. Datcu, precum și 3 biserici ortodoxe — una la Valea Șchiopului, zidită de locuitori în 1862; una în Iernatica, fondată în 1821 de Stanciu Anghel; și una la Valea lui Lalu zidită de localnici în 1842. Satul Chiperu făcea pe atunci parte din comuna Valea Raței. În 1925, comuna era inclusă în plasa Dumitrești a aceluiași județ, fiind formată din satele Pardoși și Valea Șchiopului și cătunele Costomiru și Valea lui Lalu, având 1752 de locuitori. În 1931, comunei i-a fost transferat și satul Chiperu, fost la comuna Murgești.
În 1950, comuna a fost arondată raionului Râmnicu Sărat din regiunea Buzău și apoi (după 1952) din regiunea Ploiești. În 1968, guvernul român a revenit la organizarea administrativă pe județe, dar județul Râmnicu Sărat nu a mai fost reînființat, comuna fiind arondată județului Buzău.

## Monumente istorice
Singurul obiectiv din comuna Pardoși inclus pe lista monumentelor istorice din județul Buzău ca monument de interes local este biserica de lemn „Intrarea în Biserică a Maicii Domnului” din satul Valea Șchiopului, datând din 1784. Ea este clasificată ca monument de arhitectură.